# Пивиха
Пиви́ха, Гора Пивиха — пагорб, ізольоване підвищення в межах Глобинського і (частково) Кременчуцького районів Полтавської області, ландшафтний заказник місцевого значення. Розташована на лівому березі Дніпра, неподалік від південної околиці смт Градизьк.
Висота пагорба 168 м. Площа природоохоронної території 165,2 га.
Підвищення утворилося внаслідок дії льодовика дніпровського зледеніння.

## Історія
Гора має давню історію. За переказами, колись тут було поселення Пива, що належало руським боярам Пивам. У 1489 році король Польщі Казимир IV подарував землі і різні угіддя, розташовані довкола гори Пивихи, Київському Пустинно-Миколаївському монастирю, ченці якого в XVI ст. заснували тут Пивгородський Миколаївський монастир.
Місцева фортеця-монастир мала форму подовженого чотирикутника, який охоплював площу в 5 десятин. Високі кургани на чотирьох її кутах служили сторожовими пунктами. Тут були зведені дерев'яні і кам'яні будівлі, келії для ченців. Монастир на Пивисі став релігійно-політичним осередком українського народу у визвольній війні за свою державність. Круті схили гори, порізані глибокими рівчаками, заліснені деревами й непрохідними чагарниковими хащами, були схованкою для повстанців Павлюка, згодом — для козаків Хмельницького. Пізніше монастир був зруйнований.
Після зведення в кінці 1960-х рр. Кременчуцького водосховища Пивиха поступово руйнується. Щорік вода поглинає близько 7 метрів гори. Сьогодні вже розмито понад 600 метрів Пивихи. Люди знаходять залишки древнього монастиря, які вимиваються дніпровськими хвилями. Тепер гору всіляко прагнуть зберегти. Вздовж берега проводяться укріплювальні роботи, значні площі займають протиерозійні насадження робінії звичайної та сосни звичайної.
У 2008 році Пивиха представляла Полтавщину на всеукраїнському конкурсі «Сім природних чудес України». Естетична привабливість гори Пивиха є не меншою, ніж привабливість відомих місць кримського узбережжя. На жаль, з боку смт Градизьк у ландшафті домінують антропогенні фактори.

## Географія

### Геологія

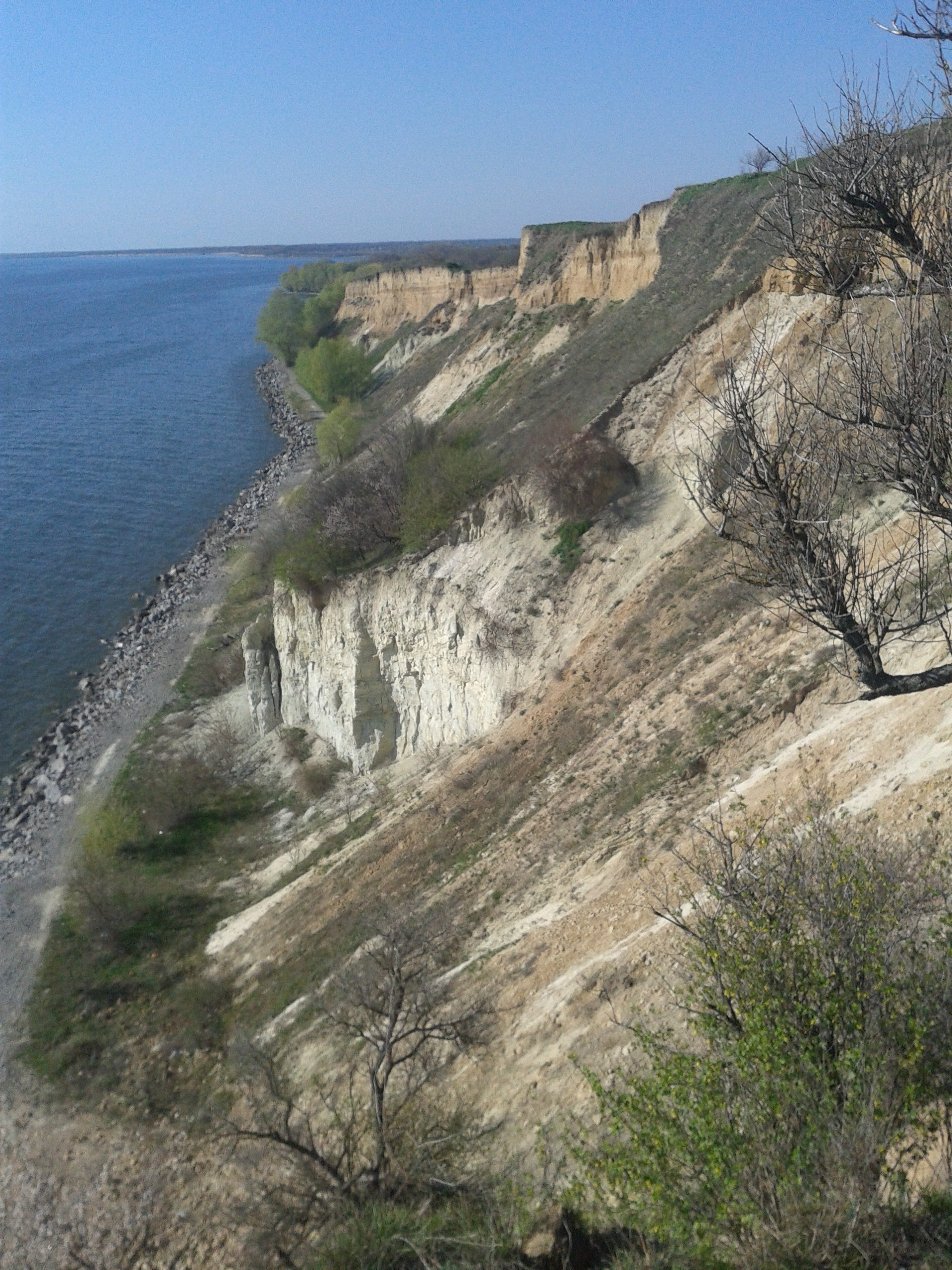
Пивиха з боку Кременчуцького водосховища. Весна 2015 року.

У відслоненнях Пивихи присутні: мергель, глина, пісок, кристалічний гіпс. У регіоні лише на території Пивихи є місця виходу на денну поверхню блакитного мергелю — рідкісної вапнякової породи, яка використовується в будівництві.
В обривах пагорба краєзнавці знаходять скам'янілі залишки рослин і тварин льодовикового періоду. Зокрема морських їжаків, коралів, молюсків. Трапляються фрагменти кісток великих тварин — мамонтів, шерстистих носорогів, північних оленей.

### Рослинність
Природна рослинність заказника переважно степова, тут зростають ефедра двоколоскова, полин австрійський, ковила волосиста, келерія гребінчаста, аспарагус багатолистий, астрагал борозенчастий, шавлія поникла, бурачок пустельний, чебрець двовидний, тонконіг бульбистий, житняк гребінчастий. Трапляється рідкісний для області вид — шавлія буквицелиста.

### Тваринний світ
Тваринний світ заказника типовий для придніпровських схилів лівобережного Лісостепу. На ділянках з розрідженою деревно-чагарниковою рослинністю трапляються славка сіра, щеврик лісовий, вівсянка звичайна, сорока, зозуля, щиглик, кропив'янка рябогруда. У протиерозійних посадках мешкають зяблик, вивільга, славка чорноголова, вівсянка звичайна, соловейко звичайний, дрізд чорний, жулан. У схилах гніздяться бджолоїдка звичайна, одуд, ластівка берегова, горобець хатній та польовий. Трапляються сарна європейська та заєць сірий.

## Наукові дослідження
Дослідженням феномену гори Пивихи у кінці XIX і на початку XX ст. присвятили свою увагу практично всі без винятку відомі вчені-геологи. У ті часи гору Пивиху разом з такими відомими природними об'єктами, як Канівські дислокації, Висачківський горб, гора Калитка, відносили до складу «лінії Карпінського», яка об'єднувала у єдиний тектонічний ланцюг Карпати, складчастий Донбас, Кавказ та Мангишлак. На думку Д. Соболєва, гора Пивиха є прикладом льодовикової препарації поверхні. Серед численних робіт про Пивиху початку минулого сторіччя виділяються публікації геологів В. Різниченка та Б. Лічкова. Пізніші (на початку 1970-х років) узагальнення були виконані колективом Інституту геологічних наук НАН України. Ця робота входила в серію робіт з вивчення Чорнобильських та Кам'янка-Ірпінських дислокацій. Відносно геоструктурної обумовленості положення дислокацій гори Пивихи та інших наприкінці 1980-х років було висунуте припущення про їхній зв'язок з лінійними морфоструктурними зонами, в зону впливу яких входять різні дислоковані ділянки долини Дніпра.

## У культурі
На Пивисі влітку проводиться Пивихафест.

### В художній літературі
«Пивихо! Пивихо! Сива господине на березі Славути, що підібрався до тебе морем! Які тайни зберігаєш? Які бувальщини і легенди схоронені в отих твоїх щілинах, в отих посмугах? Мовчить Пивиха». (І. Маценко).

## Цікаві факти
Говорять, глина з гори (жовта і блакитна) має лікувальні властивості. Доведено, що ця глина містить багато кремнію. Тому її можна застосовувати для лікування понад 30 хвороб. Проте медичний ефект офіційно ще не підтверджений.

## Галерея

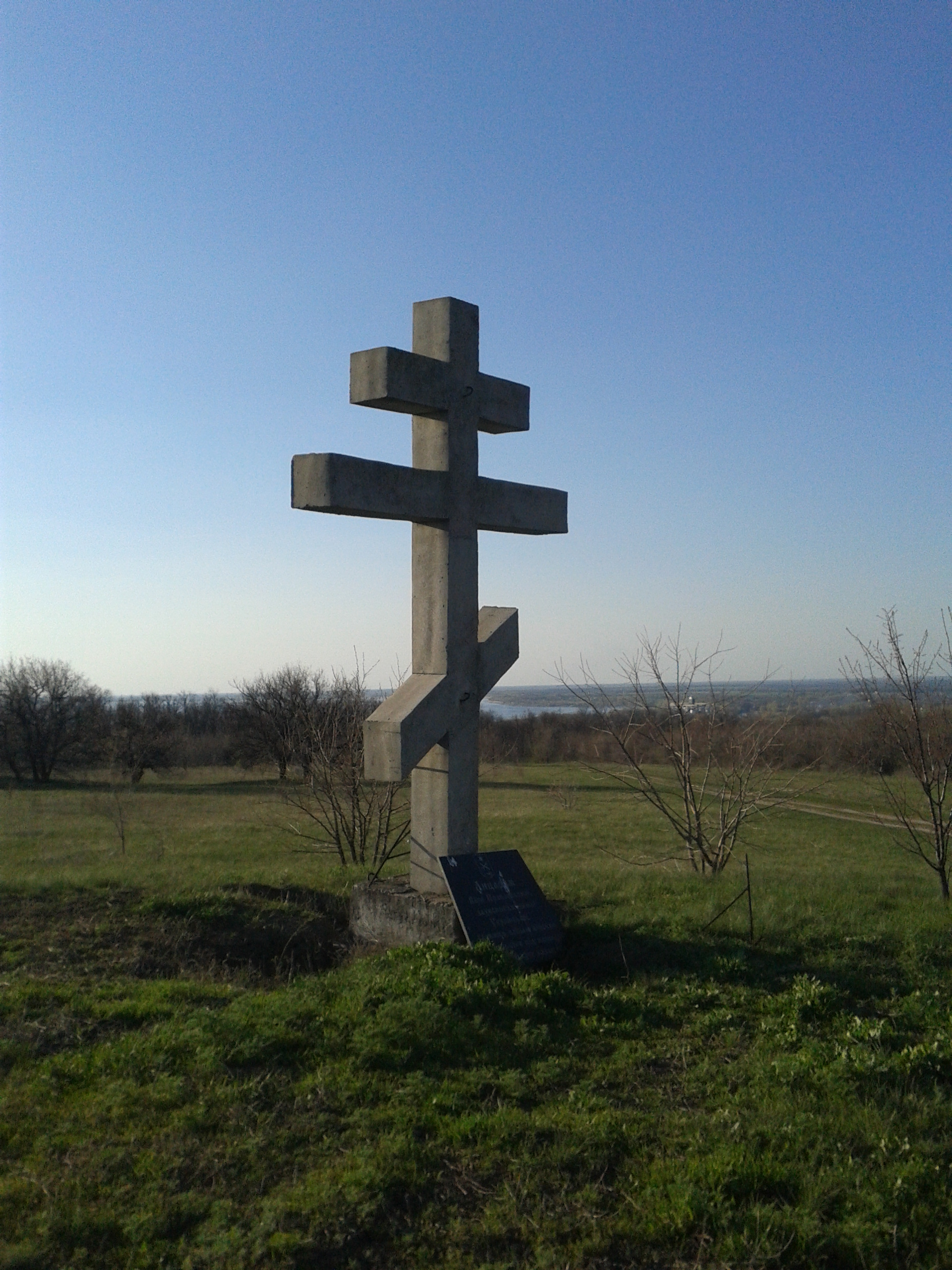
При підніжжі гори
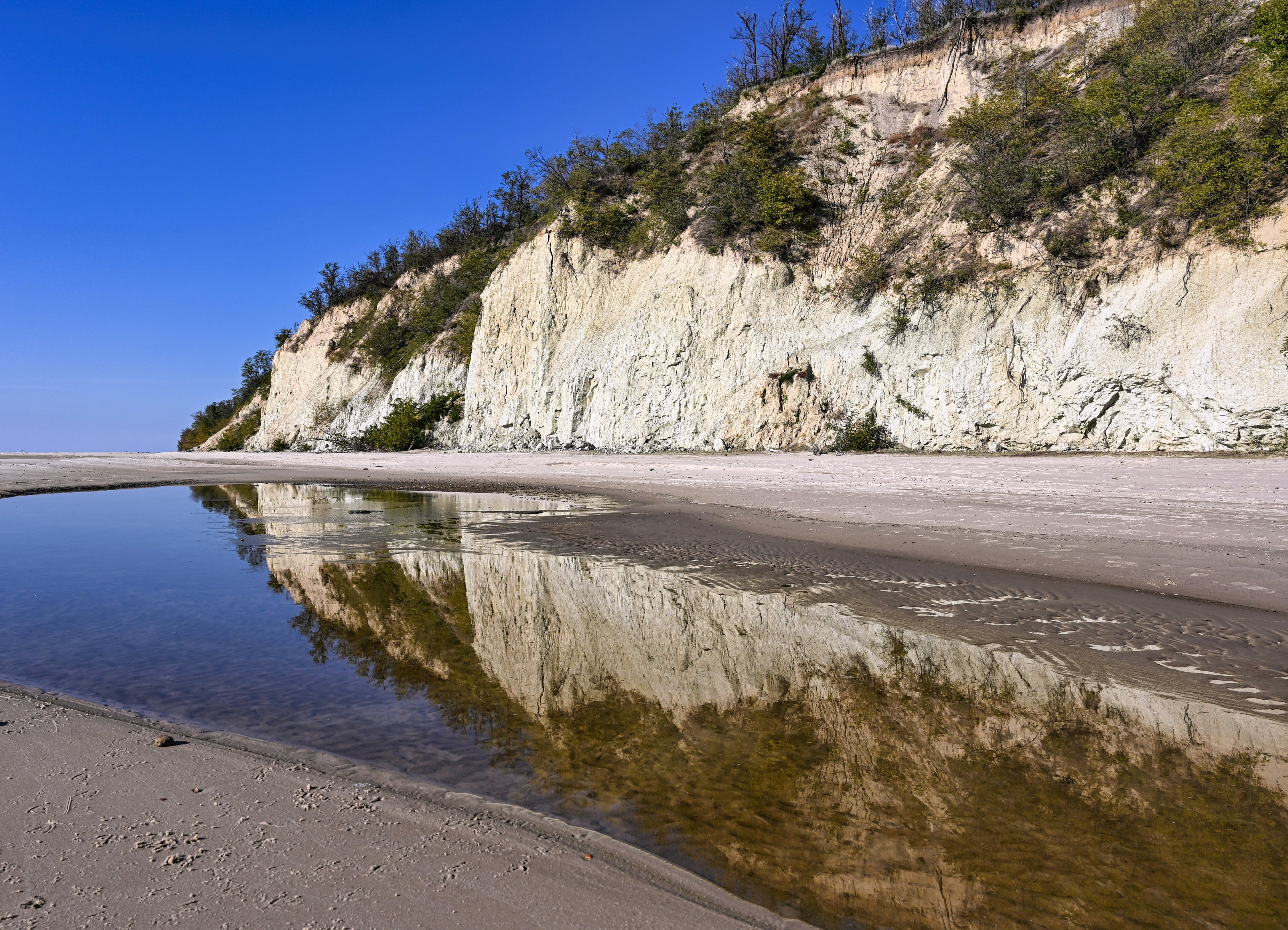
Вид зі сторони Кременчуцького водосховища
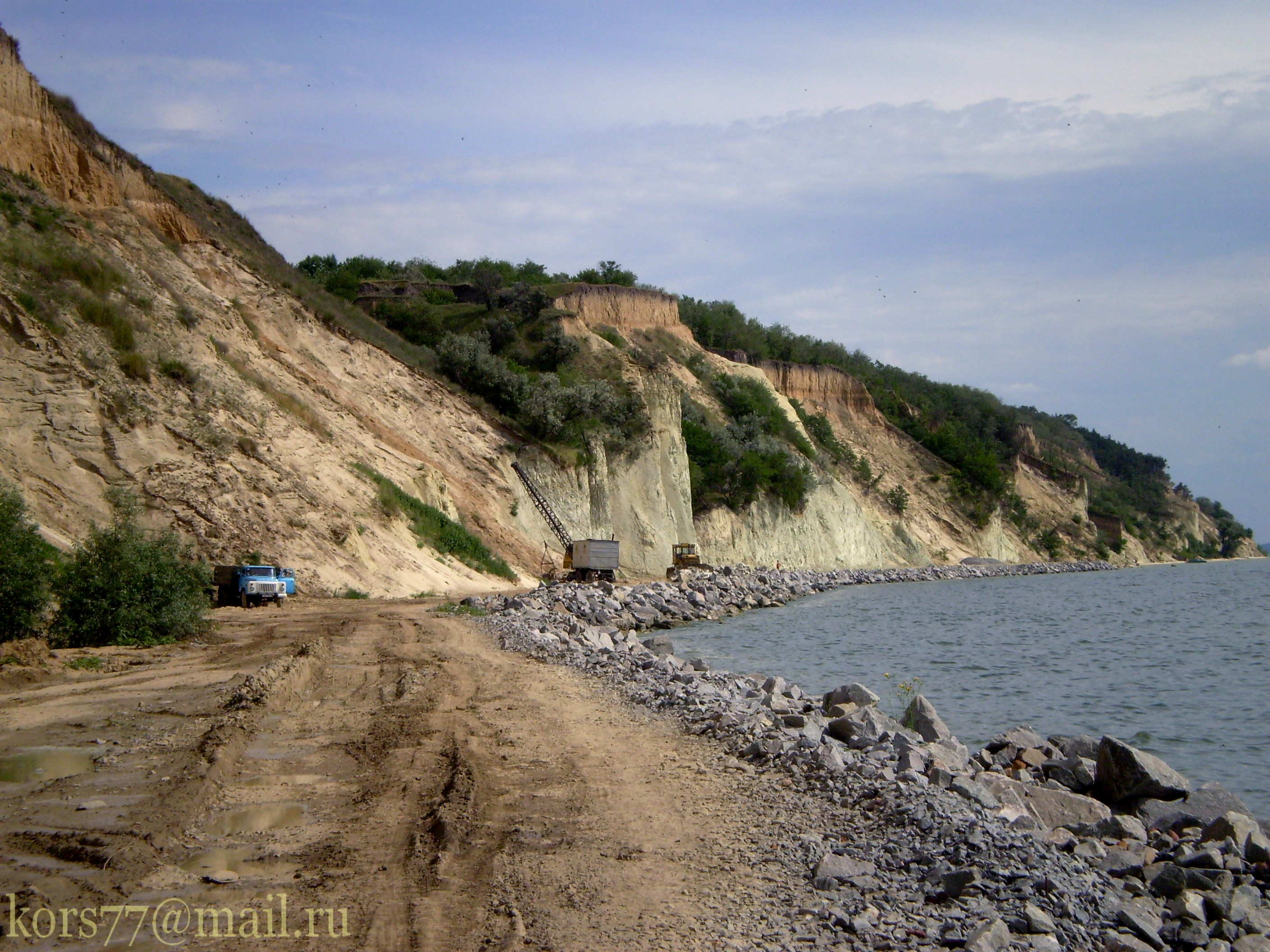
Гора Пивиха
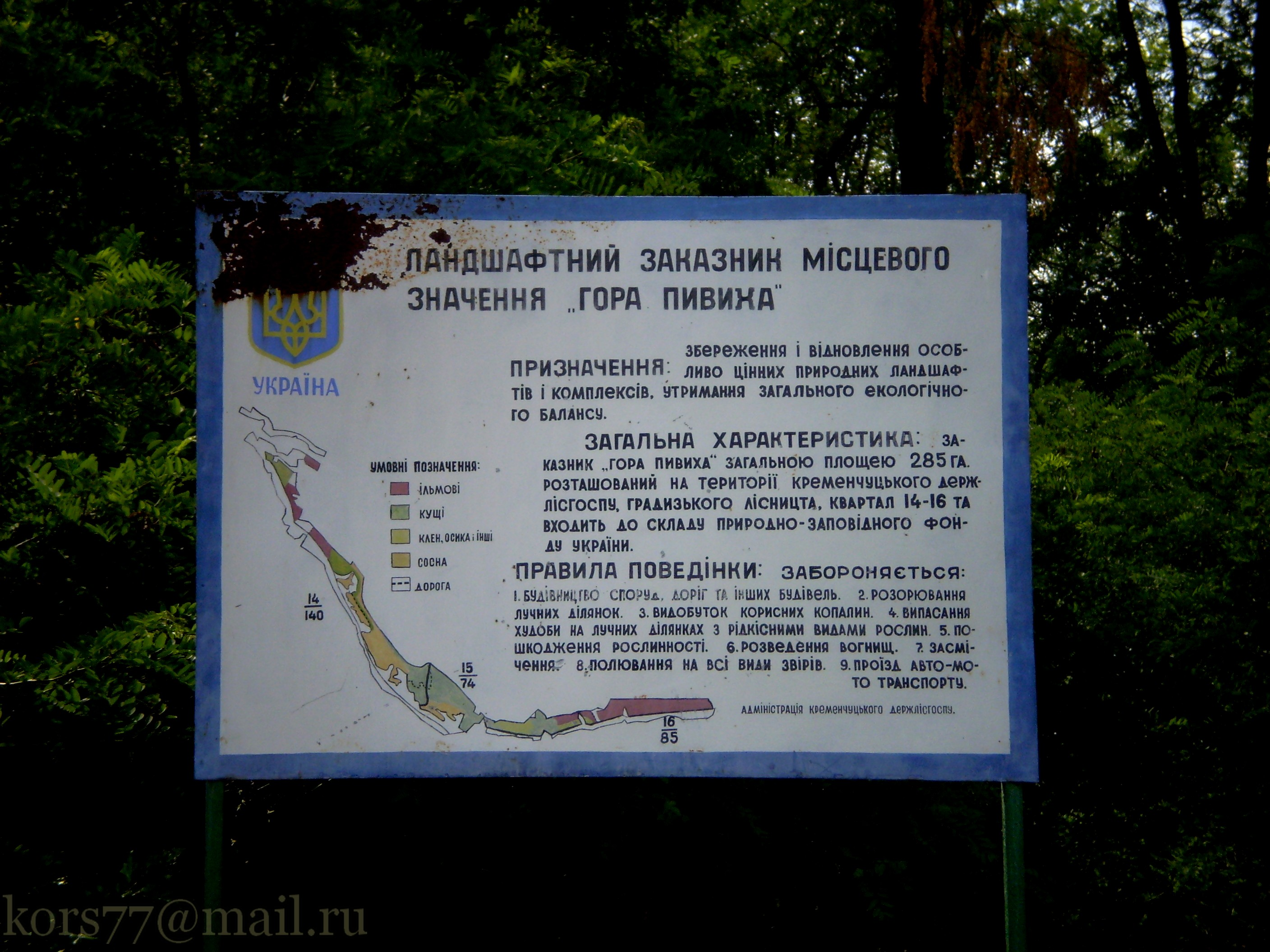
Інформаційний щит
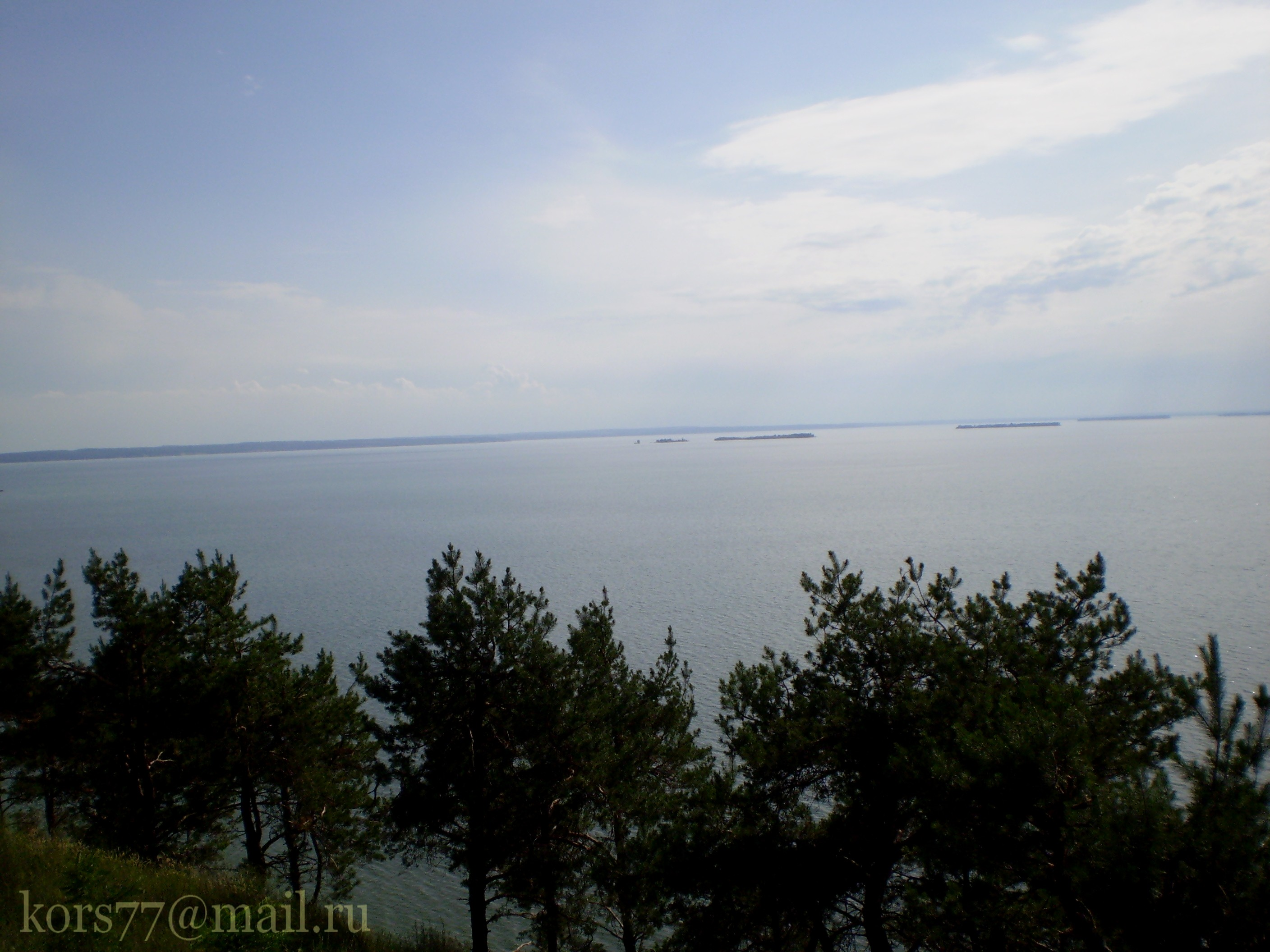
Вигляд з гори на Кременчуцьке водосховище